# Abrîkosivska, Oleșkî
Abrîkosivska (în ucraineană Абрикосівська) este o comună în raionul Țiurupînsk, regiunea Herson, Ucraina, formată numai din satul de reședință.

## Demografie
Componența lingvistică a comunei Abrîkosivska
     Ucraineană (87,79%)
     Rusă (11,79%)
     Alte limbi (0,25%)
Conform recensământului din 2001, majoritatea populației comunei Abrîkosivska era vorbitoare de ucraineană (87,79%), existând în minoritate și vorbitori de rusă (11,79%).